# Simbach (Bawaria)
Simbach – gmina targowa w Niemczech, w kraju związkowym Bawaria, w rejencji Dolna Bawaria, w regionie Landshut, w powiecie Dingolfing-Landau. Leży około 20 km na południowy zachód od Dingolfing, przy drodze B20 i linii kolejowej Landau an der Isar – Arnstorf.

## Dzielnice
W skład gminy wchodzą następujące dzielnice: Einöden, Weilern, Simbach, Ruhstorf, Haunersdorf, Pischelsdorf i Langgraben

## Demografia
| Rok  | Liczba mieszk. |
| ---- | -------------- |
| 1970 | 3 357          |
| 1987 | 3 392          |
| 2000 | 3 740          |
| 2005 | 3 723          |
| 2008 | 3 653          |

### Struktura wiekowa
Dane o ludności z 31 grudnia 2008:
| Opis                                | Ogółem | Ogółem | Kobiety | Kobiety | Mężczyźni | Mężczyźni |
| ----------------------------------- | ------ | ------ | ------- | ------- | --------- | --------- |
| Jednostka                           | osób   | %      | osób    | %       | osób      | %         |
| Populacja                           | 3653   | 100    | 1783    | 48,81   | 1870      | 51,19     |
| Wiek przedprodukcyjny (0–17 lat)    | 643    | 17,6   | 318     | 8,71    | 325       | 8,9       |
| Wiek produkcyjny (18–65 lat)        | 2309   | 63,21  | 1062    | 29,07   | 1247      | 34,14     |
| Wiek poprodukcyjny (powyżej 65 lat) | 701    | 19,19  | 403     | 11,03   | 298       | 8,16      |

## Polityka
Wójtem jest Herbert Sporrer z CSU, wcześniej urząd ten obejmował Alois Schrögmeier. Rada gminy składa się z 16 osób.
|      | CSU/FW | CSU/JB | SPD/FBL | AWGH | FWGL | FW | CWGR | FWVP | Razem |
| 2008 | -      | 4      | 2       | 2    | 2    | 3  | 2    | 1    | 16    |
| 2002 | 3      | -      | 2       | 2    | 2    | 3  | 3    | 1    | 16    |

## Zabytki
- barokowy kościół pw. św. Bartłomieja (St. Bartholomäus) wybudowany w 1736
- kościół ewangelicki

## Oświata
W gminie znajduje się przedszkole oraz szkoła podstawowa z Hauptschule (12 nauczycieli, 162 uczniów, 8 klas w roku 2009/2010).